# Mark Stone
Mark Stone (* 13. Mai 1992 in Winnipeg, Manitoba) ist ein kanadischer Eishockeyspieler, der seit Februar 2019 bei den Vegas Golden Knights aus der National Hockey League unter Vertrag steht. Das Team führt der rechte Flügelstürmer seit Januar 2021 als Mannschaftskapitän an und gewann mit ihm in den Playoffs 2023 den Stanley Cup. Zuvor war er fast acht Jahre bei den Ottawa Senators aktiv. Mit der kanadischen Nationalmannschaft gewann Stone bei der Weltmeisterschaft 2016 die Goldmedaille. Sein älterer Bruder Michael ist ebenfalls professioneller Eishockeyspieler.

## Karriere
Stone spielte zunächst bis 2008 in seiner Geburtsstadt bei den Winnipeg Thrashers, einem Midget-AAA-Team aus der Manitoba Midget Hockey League. In seiner letzten Spielzeit für die Thrashers erzielte er in 56 Spielen 40 Scorerpunkte und nahm mit dem Team am Telus Cup teil.

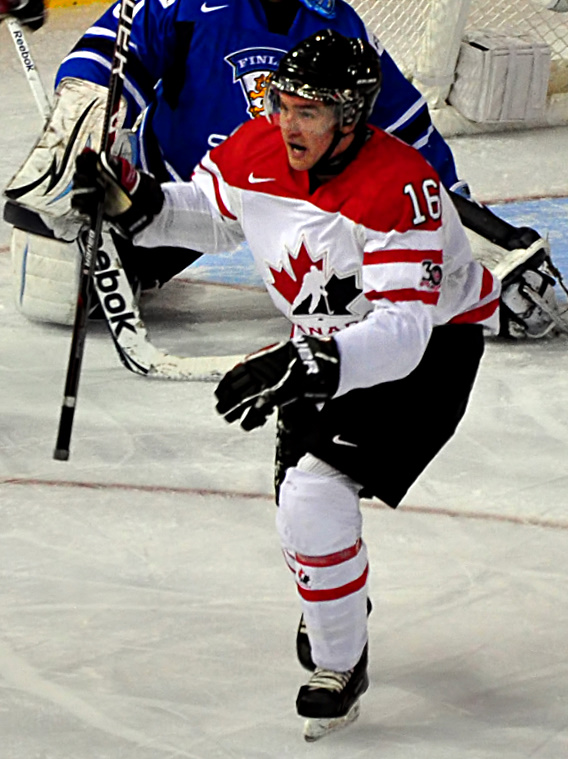
Stone im Trikot Kanadas bei der U20-Junioren-Weltmeisterschaft 2012

Anschließend wechselte Stone im Sommer 2008 zu den Brandon Wheat Kings aus der Western Hockey League. Dort kam er in seiner ersten Saison in 56 Partien auf 39 Punkte, darunter befanden sich 17 Tore. Die Scorerwertung aller Rookies der WHL schloss der Stürmer auf dem geteilten zwölften Rang ab. In den Play-offs des Jahres 2009 ließ er vier weitere Punkte in zwölf Spielen folgen. Die Spielzeit 2009/10 begann damit, dass Stone in sämtlichen Relevanten Talentlisten für den NHL Entry Draft 2010 unter den besten 50 Spieler geführt wurde. Aufgrund einer Gehirnerschütterung und einer Verletzung am Daumen bestritt der Angreifer lediglich 39 Spiele in der regulären Saison, in denen er 28 Punkte verbuchte. In den Play-offs absolvierte Stone schließlich 15 Spiele. Zudem nahm er mit den Wheat Kings am Memorial Cup 2010 teil, da das Team vor Saisonbeginn als Gastgeber des traditionsreichen Cups auserkoren worden waren. Im Halbfinale scheiterte Brandon dort an den Calgary Hitmen, bei denen Stones zwei Jahre älterer Bruder Michael als Verteidiger spielte. Mark Stone konnte in fünf Turnierspielen keine Scorerpunkte verbuchen.
In der Sommerpause wurde der rechte Flügelstürmer im NHL Entry Draft 2010 in der sechsten Runde an 178. Position von den Ottawa Senators ausgewählt. Im September nahm er am Trainingslager des Franchises aus der National Hockey League teil, wurde aber frühzeitig wieder zurück an die Brandon Wheat Kings abgegeben. In seiner dritten WHL-Saison verbesserte sich Stone erheblich und war mit 106 Scorerpunkten bester Scorer seines Teams und geteilter drittbester der gesamten WHL gemeinsam mit Ryan Nugent-Hopkins und hinter Linden Vey sowie Tyler Johnson. Mit 69 Torvorlagen war er auch in dieser Statistik auf dem dritten Rang der Western Hockey League. Seine Leistungen bescherten ihm am Saisonende die Berufung ins First All-Star-Team der WHL Eastern Conference. Die Play-offs schloss der Flügelstürmer mit zehn weiteren Punkten aus sechs Partien ab, nachdem Brandon bereits in der ersten Runde ausgeschieden war.
Im September 2011 nahm Stone zum zweiten Mal am Trainingslager der Ottawa Senators teil. Obwohl er erneut frühzeitig in die Western Hockey League geschickt wurde, unterzeichnete er beim NHL-Team einen Einstiegsvertrag mit einer Laufzeit von drei Jahren. Zurück bei den Wheat Kings wurde er in seinem vierten Jahr dort zum Mannschaftskapitän ernannt.

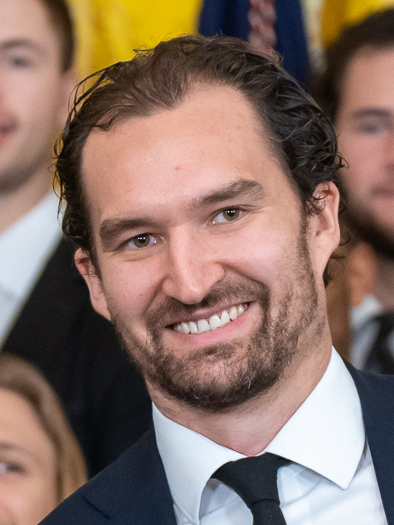
Mark Stone, 2023

Die Saison 2014/15 verbrachte er erstmals komplett in der NHL, nachdem er zuvor hauptsächlich in der American Hockey League beim Farmteam Binghamton Senators eingesetzt worden war, und erzielte dabei in 80 Spielen 64 Scorerpunkte, womit er (gemeinsam mit Johnny Gaudreau) alle Rookies der Liga anführte. In der Folge wurde er neben Gaudreau und Aaron Ekblad für die Calder Memorial Trophy nominiert, die später Ekblad gewann. Zudem wurde Stone ins NHL All-Rookie Team gewählt. In den folgenden Jahren etablierte sich Stone und avancierte zu einem der Leistungsträger des Teams, der stets um die 60 Punkte pro Saison erzielte. Nachdem die im Neuaufbau befindlichen Senators im Februar 2019 keine Chance sahen, den auslaufenden Vertrag des Power Forwards zu verlängern, transferierten sie ihn gemeinsam mit Tobias Lindberg zu den Vegas Golden Knights. Diese entschädigten Ottawa mit dem hoch gehandelten Nachwuchs-Talent Erik Brännström sowie mit Oscar Lindberg und einem Zweitrunden-Wahlrecht im NHL Entry Draft 2020. Darüber hinaus unterzeichnete Stone direkt einen neuen Achtjahresvertrag in Las Vegas, der ihm mit Beginn der Spielzeit 2019/20 ein durchschnittliches Jahresgehalt von 9,5 Millionen US-Dollar einbringen soll. Im Januar 2021 wurde er zum ersten Mannschaftskapitän der Franchise-Geschichte ernannt. In den Playoffs 2023 gewann er mit den Golden Knights den ersten Stanley Cup der Franchise-Geschichte, woran er mit 24 Punkten aus 22 Partien maßgeblichen Anteil hatte.

### International
Stone vertrat sein Heimatland erstmals bei der U20-Junioren-Weltmeisterschaft 2012, die in den kanadischen Städten Calgary und Edmonton stattfand. Nach einer Halbfinalniederlage gegen Russland und einem Sieg gegen Finnland im Spiel um den dritten Platz gewannen die Kanadier die Bronzemedaille. Mit zehn Punkten, darunter sieben Tore, schloss Stone das Turnier als bester Scorer und Torschütze der Ahornblätter ab. Unter den Scorern des gesamten Turniers war er Vierter und unter den Torschützen Zweiter. Die Plus/Minus-Statistik führte er mit einem Wert von +10 an.
Bei der Weltmeisterschaft 2016 debütierte Stone im Team Canada und gewann mit der Mannschaft direkt die Goldmedaille. Bei seiner zweiten WM-Teilnahme im Jahr 2019 führte Stone die Mannschaft zum Gewinn der Silbermedaille. Mit acht Treffern war er bester Torschütze des WM-Turniers. Zudem wurde zum wertvollsten Spieler ernannt und mit der Wahl ins All-Star-Team bedacht.

## Erfolge und Auszeichnungen
| - 2011 WHL East First All-Star-Team - 2012 WHL-Spieler des Monats März - 2012 WHL Plus-Minus Award (gemeinsam mit Brendan Shinnimin und Zach Yuen) - 2012 WHL East First All-Star-Team - 2012 Brad Hornung Trophy | - 2012 CHL Sportsman of the Year - 2015 NHL All-Rookie Team - 2022 Teilnahme am NHL All-Star Game - 2023 Stanley-Cup-Gewinn mit den Vegas Golden Knights |

### International
| - 2012 Bronzemedaille bei der U20-Junioren-Weltmeisterschaft - 2016 Goldmedaille bei der Weltmeisterschaft - 2019 Silbermedaille bei der Weltmeisterschaft - 2019 Wertvollster Spieler der Weltmeisterschaft | - 2019 Bester Torschütze der Weltmeisterschaft - 2019 All-Star-Team der Weltmeisterschaft - 2025 Gewinn des 4 Nations Face-Off |

## Karrierestatistik
Stand: Ende der Saison 2024/25

### International
Vertrat Kanada bei:
- U20-Junioren-Weltmeisterschaft 2012
- Weltmeisterschaft 2016
- Weltmeisterschaft 2019
- 4 Nations Face-Off 2025

(Legende zur Spielerstatistik: Sp oder GP = absolvierte Spiele; T oder G = erzielte Tore; V oder A = erzielte Assists; Pkt oder Pts = erzielte Scorerpunkte; SM oder PIM = erhaltene Strafminuten; +/− = Plus/Minus-Bilanz; PP = erzielte Überzahltore; SH = erzielte Unterzahltore; GW = erzielte Siegtore; 1 Play-downs/Relegation; Kursiv: Statistik nicht vollständig)